# 설총로
 설총로(Seolchong-ro)는 경상북도 청도군 금천면 땅고개에서 경산시 자인면까지 연결하는 도로이다.

## 주요 경유지
경상북도
- 청도군 금천면 - 경산시 (남산면 - 자인면)

## 노선
| 이름                | 접속 노선                 | 소재지        | 소재지        | 비고          |
| 금천로와 직결       | 금천로와 직결             | 금천로와 직결 | 금천로와 직결 | 금천로와 직결 |
| ------------------- | ------------------------- | ------------- | ------------- | ------------- |
| 땅고개              |                           | 청도군        | 금천면        |               |
| 평기2 교차로        | 평기2길                   | 경산시        | 남산면        |               |
| 자원순환센터 교차로 |                           | 경산시        | 남산면        |               |
| 평기1 교차로        | 평기1길                   | 경산시        | 남산면        |               |
| 길지 교차로         | 갈지로 성산로             | 경산시        | 남산면        |               |
| 당고개              |                           | 경산시        | 남산면        |               |
| 갈지교              |                           | 경산시        | 남산면        |               |
| 경리2 교차로        | 갈지로                    | 경산시        | 남산면        |               |
| 경동 교차로         |                           | 경산시        | 남산면        |               |
| 경리1 교차로        | 경리길 하남로             | 경산시        | 남산면        |               |
| 산양교              |                           | 경산시        | 남산면        |               |
| 오목교              |                           | 경산시        | 자인면        |               |
| 옥천고가교          |                           | 경산시        | 자인면        |               |
| 옥천 교차로         | 서원천로 옥천2길          | 경산시        | 자인면        |               |
| 원당 교차로         | 원당길                    | 경산시        | 자인면        |               |
| 울옥 교차로         | 한장군로                  | 경산시        | 자인면        |               |
| 자인사거리          | 지방도 제919호선 (원효로) | 경산시        | 자인면        |               |
| 제1동성교           |                           | 경산시        | 자인면        |               |
| 제2동성교           |                           | 경산시        | 자인면        |               |
| (이름없음)          | 금학로                    | 경산시        | 자인면        |               |